# Greetsieler Zwillingsmühlen

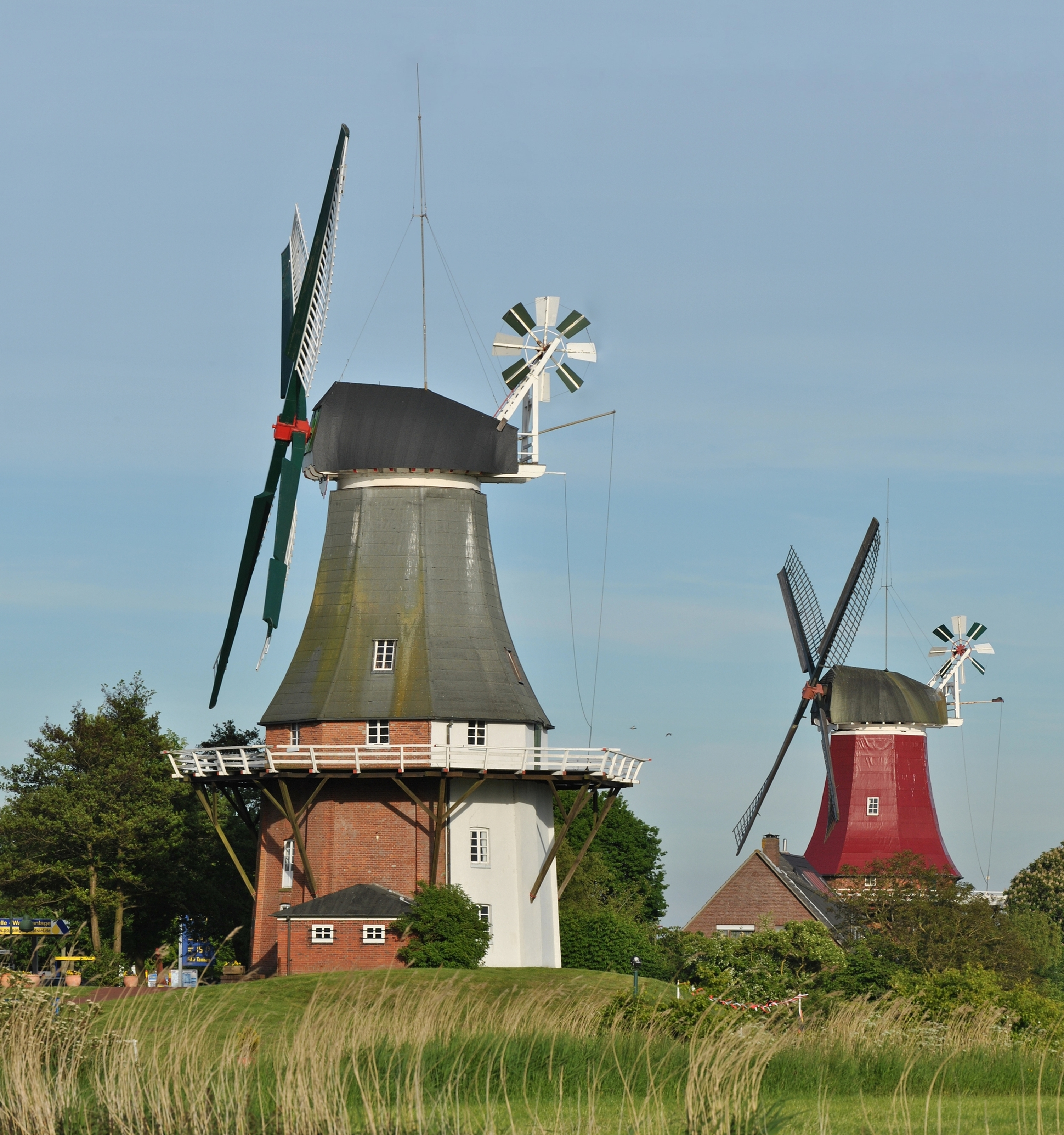
Greetsieler Zwillingsmühlen gesehen aus Westen

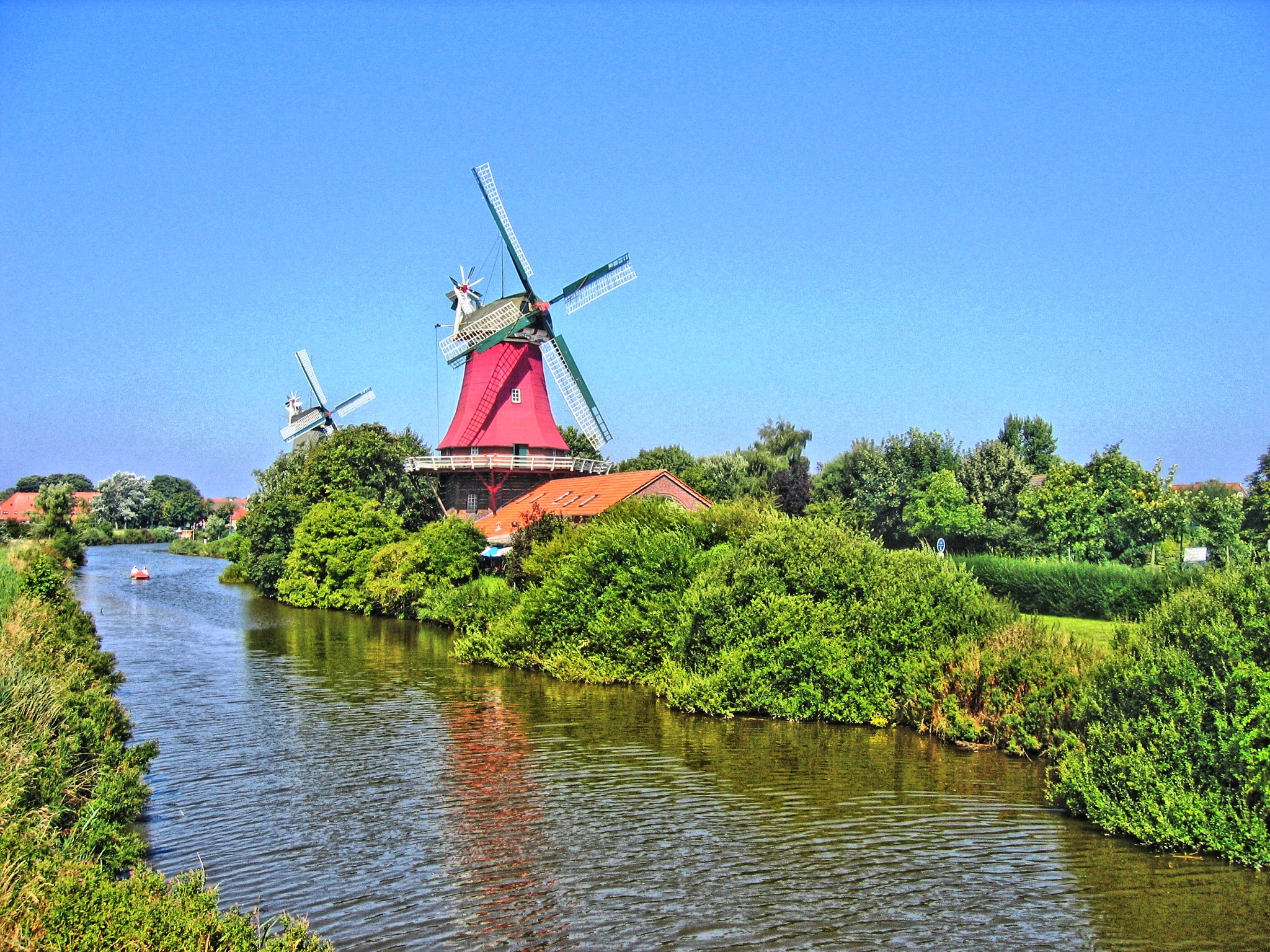
Ansicht am alten Greetsieler Sieltief

Die Greetsieler Zwillingsmühlen sind das Wahrzeichen von Greetsiel, einem Ortsteil von Krummhörn in Ostfriesland.
Es handelt sich um zwei Holländerwindmühlen. Sie stehen im Abstand von etwa 130 Metern am Ortseingang östlich vom alten Greetsieler Sieltief. Die grüne, westliche Mühle stammt aus dem Jahr 1856, die rote, östliche Mühle (Schoof’s Mühle) wurde 1706 gebaut und kann besichtigt werden. Sie wurde 1921 mit Achtkant-Teilen und der Kappe von der im Jahr 1750 erbauten Auricher Wallmühle restauriert.

## Die grüne Mühle

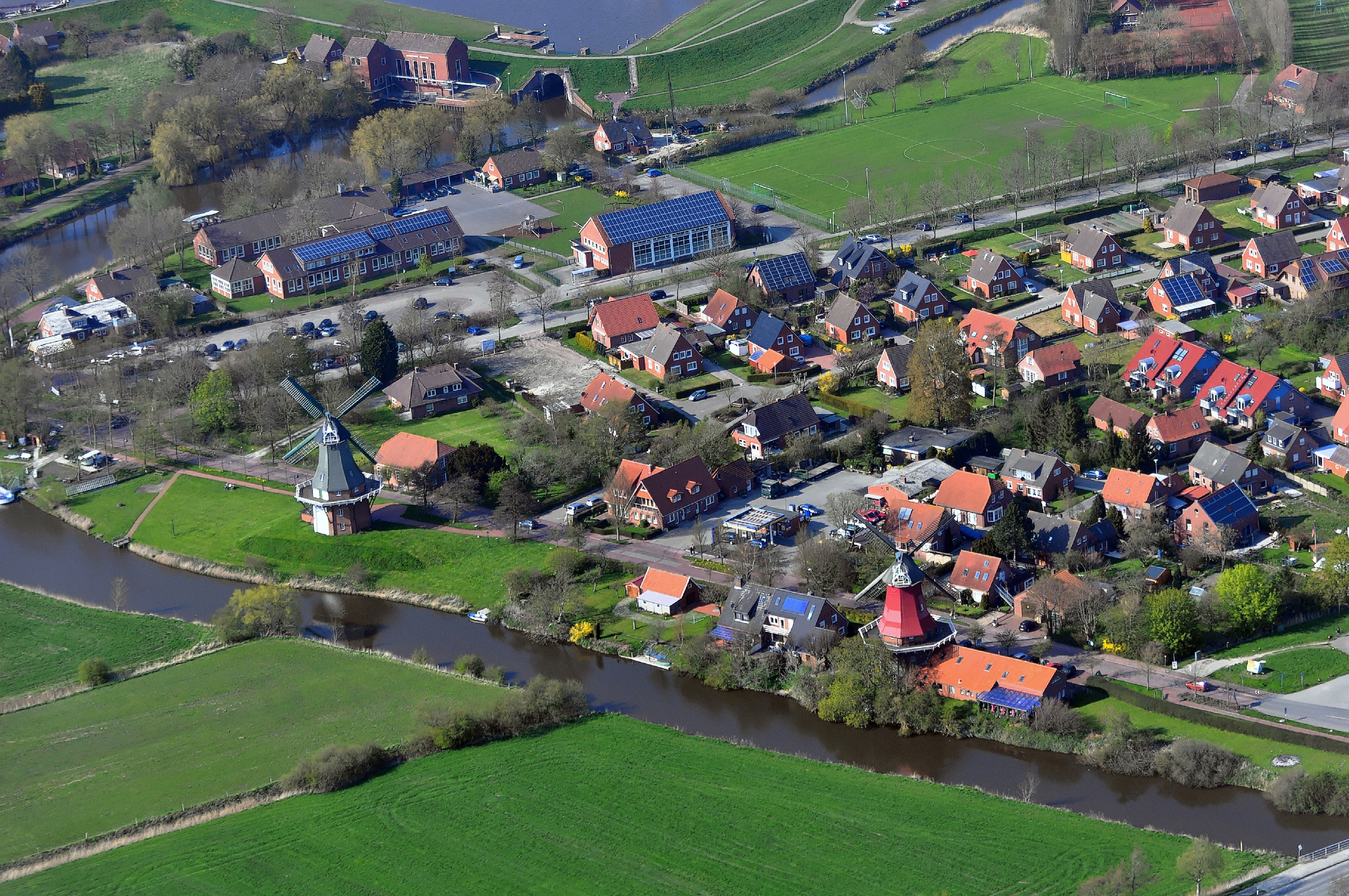
Luftaufnahme der Mühlen

Im Jahre 1613 stand am heutigen Standort der grünen Mühle eine Bockwindmühle. Diese wurde im Februar 1662 bei einem Sturm so schwer beschädigt, dass sie abgerissen und durch einen Neubau ersetzt wurde. Der Grimersumer Gutsbesitzer Bussen ließ diese Mühle ab 1856 zu einem zweistöckigen Galerieholländer, der seinerzeit modernsten Entwicklung der klassischen Windmühle, umbauen. 1857 nahm sie den Betrieb auf und wurde nach ihrem Erbauer Bussensche Mühle genannt. Bis 1964 wurde sie gewerblich und anschließend bis 1972 zum Eigenbedarf genutzt. Im Herbst 1972 stellte sie ihren Betrieb nach einem durch Sturm verursachten Flügelbruch gänzlich ein. Im Jahre 1975 erwarb der damalige Landkreis Norden das Bauwerk und ließ es in Zusammenarbeit mit der Vereinigung zur Erhaltung der Greetsieler Zwillingsmühlen restaurieren und zur Teestube und Bildergalerie umbauen. Im Zuge der Kreisreform wurde 1978 der Landkreis Aurich Eigentümer der Mühle. Der Landkreis wiederum überschrieb sie im Jahre 1990 unentgeltlich an die Greetsieler Mühlenvereinigung. Seit Anfang 2004 befindet sich nach zwischenzeitlicher Nutzung als Buchhandlung wieder eine Teestube im Erdgeschoss.
Am 28. Oktober 2013 riss der Orkan Christian Flügel und Kappe der Mühle ab, auch die Galerie sowie Teile des Mauerwerks wurden beschädigt. Gegen Sturmschäden war die Mühle nicht versichert. Die Kosten für die Reparatur schätzte der Greetsieler Mühlenverein auf ungefähr 300.000 Euro, welche allein durch Spenden aufgebracht werden sollten. Im September 2014 waren sämtliche Aufträge zur Rekonstruktion von Flügeln, Galerie und Kappe vergeben. Die Reparaturarbeiten wurden 2015 abgeschlossen.

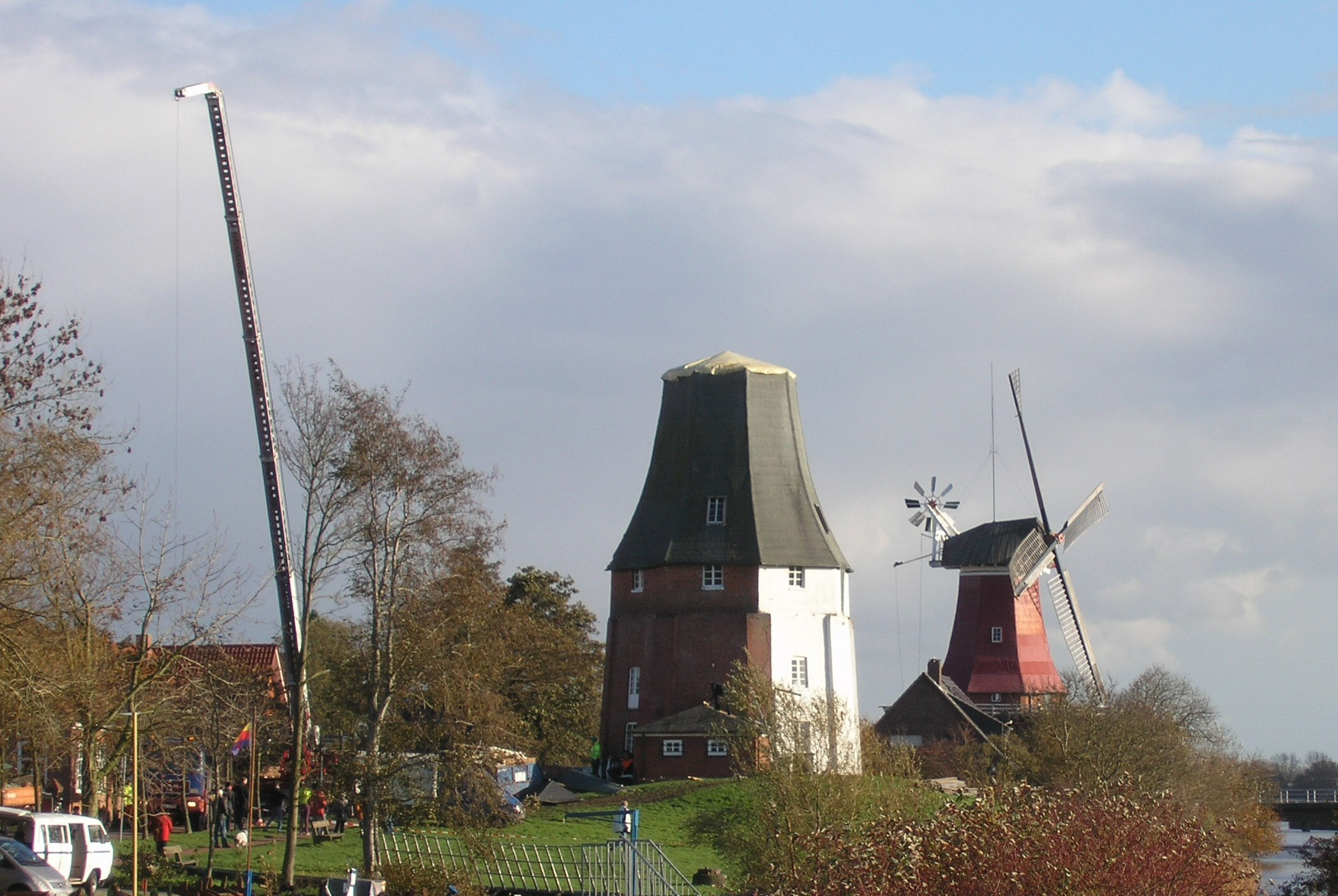
Greetsieler Zwillingsmühlen am 30. Oktober 2013
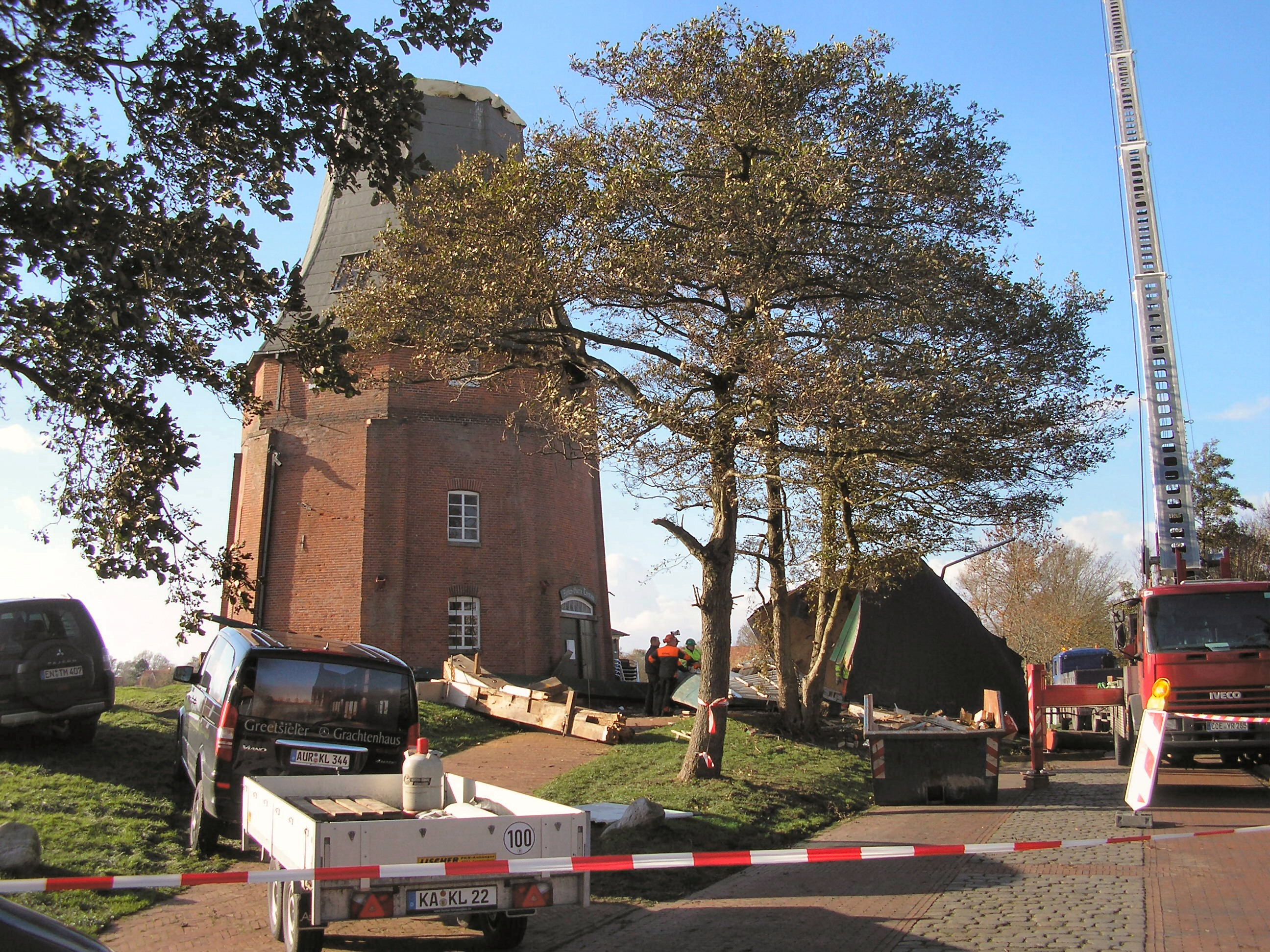
Die beschädigte Mühle
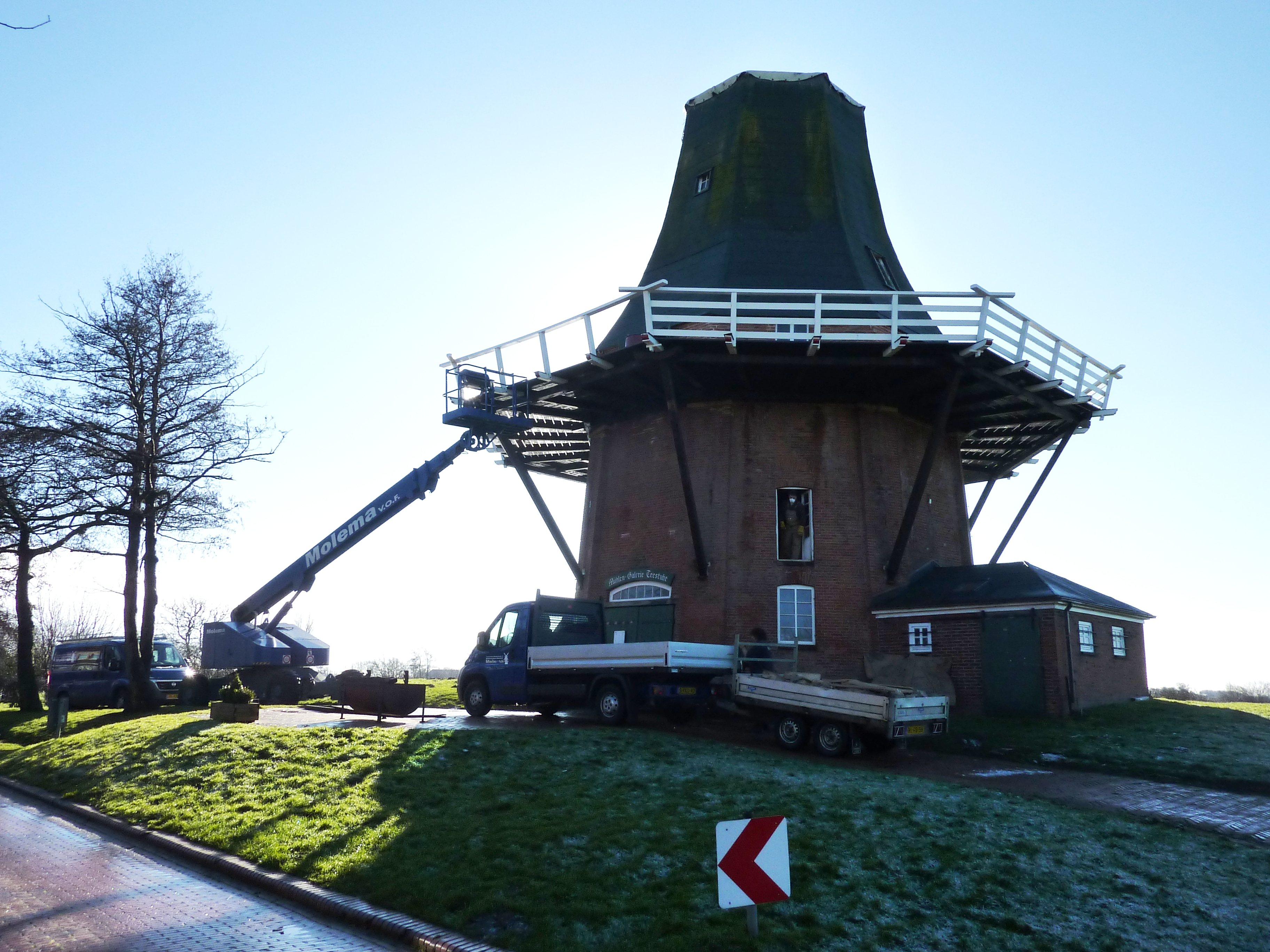
Die „Grüne Mühle“ während des Wiederaufbaus im Januar 2015
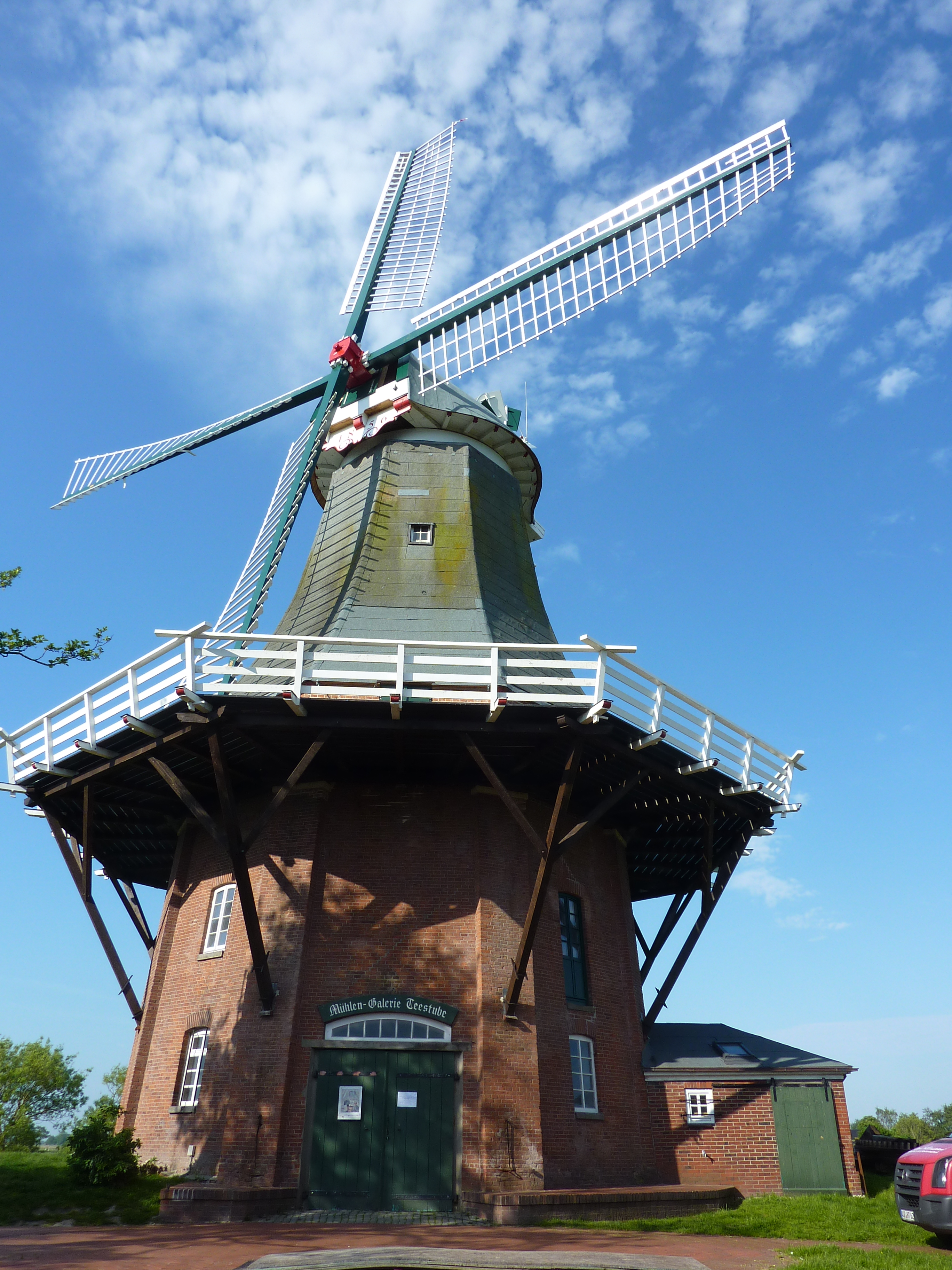
Die „Grüne Mühle“ nach dem Wiederaufbau am 5. Juni 2015

## Die rote Mühle
Auch am Standort der heutigen roten Mühle soll eine Bockwindmühle gestanden haben. Nachweislich wurde hier 1706 ein Erdholländer errichtet. Im Jahre 1736 wurde die Mühle durch einen Brand zerstört und als einstöckiger Galerieholländer wiedererrichtet. 1920 fiel auch dieses Bauwerk einem Brand zum Opfer. Im Folgejahr wurde sie mit dem etwa 200 Jahre alten Ständerwerk der abgebrochenen Auricher Wallmühle als zweistöckiger Galerieholländer errichtet.
Im Jahre 1950 gelangte die Mühle in den Besitz der Familie Schoof, die sie heute noch betreibt und damit Schrot und Mehl mit Wind- und Motorkraft für den Landwarenhandel herstellt. Im Erdgeschoss der Mühle befindet sich ein Mühlenladen, in dem regionale Produkte verkauft werden. Die Mühle kann fast täglich besichtigt werden. Im ehemaligen Kornspeicher, dem sogenannten Packhaus, betreibt die Familie ein Café.
2017 wurden die Flügel aus Sicherheitsgründen demontiert. Die Finanzierung neuer Flügel war zwar schnell gesichert, jedoch führten Kontroversen mit dem Mühlenverein zu Verzögerungen. Die Kappe wurde im Februar 2024 zur Restaurierung abgenommen. Im Juli 2025 wurde die Kappe wieder aufgesetzt und wenig später wurden komplett neue Flügel montiert.